# Junonia jacouleti
Junonia jacouleti är en fjärilsart som beskrevs av Watari 1941. Junonia jacouleti ingår i släktet Junonia och familjen praktfjärilar. Inga underarter finns listade i Catalogue of Life.